# Ernst Siemerling

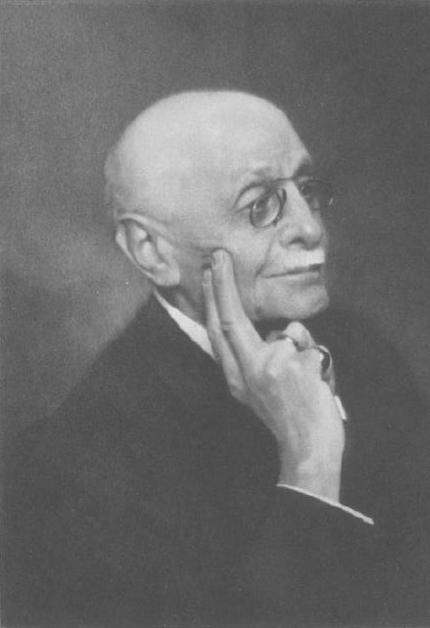
Ernst Siemerling.

Ernst Siemerling, född 9 september 1857 i Müssow, död 6 januari 1931, var en tysk läkare.
Han studerade vid universiteten i Berlin, Halle an der Saale och Marburg, där han blev medicine doktor 1882. Därefter var han verksam som assisterande läkare vid det psykologiska institutet i Marburg och 1883-84 som assisterande läkare vid den psykiatriska kliniken i Halle. År 1884 kom han till Berlin, tjänstgjorde där på psykiatriska kliniken som assistent åt Carl Friedrich Otto Westphal, blev 1888 docent i psykiatri och neurologi och 1892 e.o. professor. Året därpå blev han ordinarie professor och direktor för psykiatriska kliniken i Tübingen och fick 1900 motsvarande tjänst i Kiel.
Tillsammans med Oswald Bumke var han redaktör för Archiv für Psychiatrie und Nervenkrankheiten och publicerade tillsammans med Otto Binswanger Lehrbuch der Psychiatrie (1904, sjätte upplagan 1923). Han gav även namn åt Siemerling-Creutzfeldts syndrom (tillsammans med Hans Gerhard Creutzfeldt)